# Vehículo de movilidad

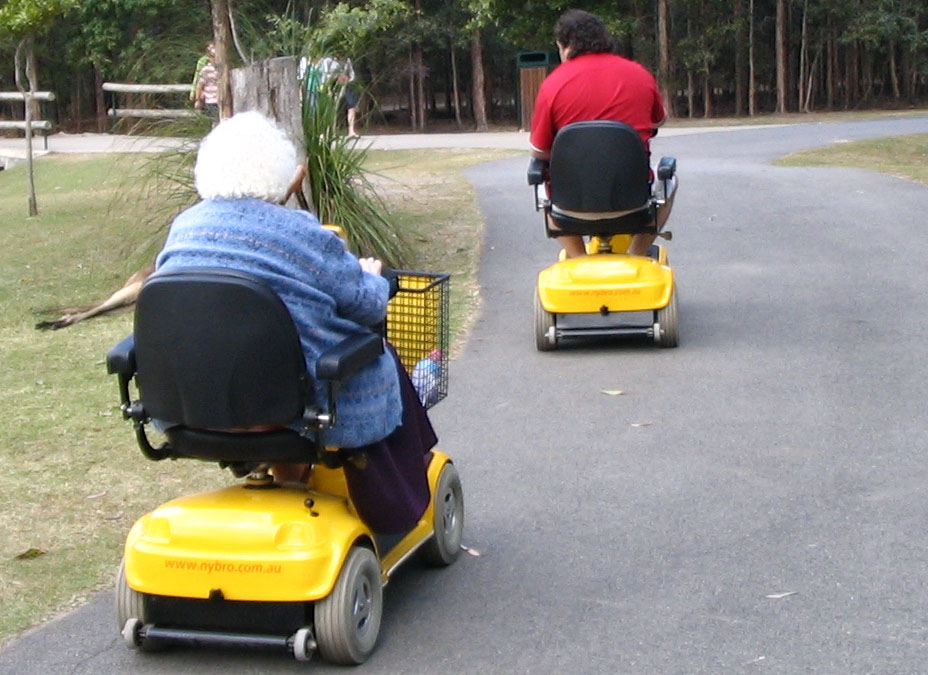
Dos personas utilizando vehículos de movilidad

Un vehículo de movilidad es un equipamiento de ayuda a la movilidad equivalente a una silla de ruedas pero con una forma parecida a un carrito de golf. A menudo se le conoce como moto eléctrica o escúter eléctrico (del inglés electric scooter).

## Descripción

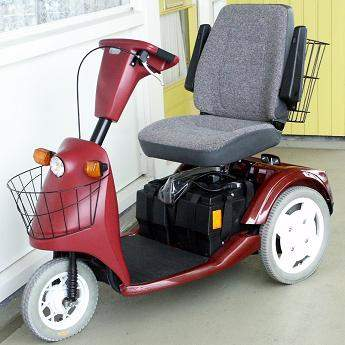
Vehículo de movilidad de tres ruedas

Un scooter de movilidad tiene un asiento montado en un chasis de tres, cuatro o incluso cinco ruedas, un área plana o plancha para los pies, y un manillar de dirección estilo delta en la parte frontal que hace girar una, dos o tres ruedas orientables. El asiento puede girar para permitir el acceso cuando el frente está bloqueado por el manillar. Una buena manera de que las personas discapacitadas se puedan desplazar de un lugar a otro. Dependiendo de las necesidades, podemos encontrar diferentes modelos en el mercado, fabricados por una gran gama de marcas y cada uno con algunas funciones específicas. 
Los scooters de movilidad usualmente funcionan con baterías . Una o dos baterías se almacenan a bordo del scooter y se cargan a través de una unidad de carga de batería integrada a bordo o de un cargador de batería externo conectado a la red eléctrica. Los scooters de gasolina también pueden estar disponibles en algunos países, aunque están siendo reemplazados por modelos eléctricos.
El manillar, con cambio de dirección adelante/atrás y control de velocidad, suele ir en una consola sobre la columna de dirección ubicada en la parte delantera central del scooter, dicha consola también puede contener otros controles adicionales, por ejemplo, un regulador de velocidad, controles de iluminación (para uso nocturno) y señales de giro; también suele incluir a menudo un indicador de carga/uso de la batería. La dirección de marcha adelante/atrás  puede controlarse con unas pequeñas palancas o interruptores, accionados con los dedos. Hay dos tipos de scooters de movilidad: tracción delantera (FD) o tracción trasera (RD). El FD es generalmente un dispositivo más pequeño y se usa mejor en interiores. La capacidad de peso del usuario generalmente es de hasta 250 libras (110 kg) como máximo. El RD se usa tanto en interiores como en exteriores con una capacidad de peso de 160 libras (160 kg). Una tracción trasera de servicio pesado puede transportar hasta 500 libras (230 kg), variando según el fabricante.
El primer scooter de movilidad se presentó en 1954 y Sears lo bautizó como "silla de ruedas eléctrica", aunque era más parecido a un scooter de movilidad con un asiento grande, tenía una capacidad extra grande de batería y un diseño de tres ruedas, pero, no tuvo éxito comercial.

## Tipos

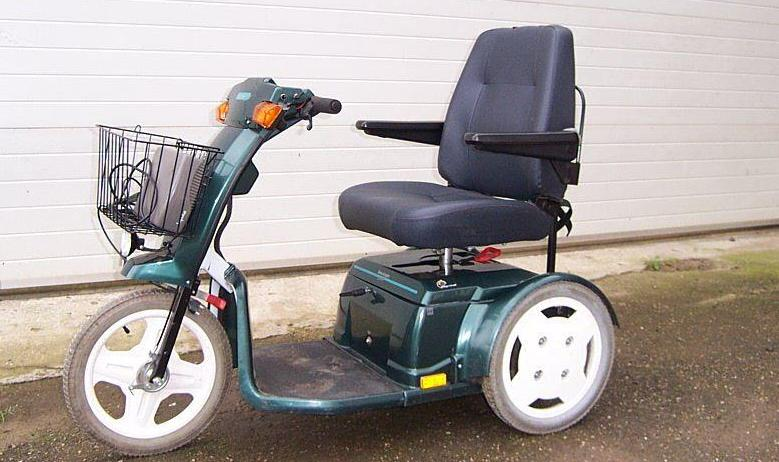
Vehículo de movilidad de tres ruedas

Hay varios tipos de scooters de movilidad:
- scooters pequeños y livianos para viajar, que se pliegan o se desmontan fácilmente en partes más pequeñas para el transporte;
- scooters grandes y pesados para terrenos accidentados al aire libre;
- scooters de gama media, que están destinados para uso en interiores y exteriores.
- scooters lentos y constantes, utilizados para ir de compras en tiendas y otros lugares.

También podemos dividir este tipo de scooters por potencia:
- Scooters de 125 W: Alcanzan una velocidad máxima de 12 km/h y suelen tener un consumo de batería reducido. Autonomía aproximada de 6 a 8 km.
- Scooters de 250 W: Alcanzan una velocidad máxima de 20 km/h y suelen tener un consumo de batería reducido. Autonomía aproximada de hasta 20 km.
- Scooters de 500 W: Alcanzan una velocidad máxima de 28 km/h y suelen tener un consumo de batería medio. Autonomía aproximada de hasta 33 km.
- Scooters de 1000 W: Alcanzan una velocidad máxima de 42 km/h y suelen tener un consumo de batería alto. Autonomía aproximada de hasta 50 km.
- Scooters de alto rendimiento (más de 1000 W): En esta categoría podríamos encontrar a los demás tipos de scooters que alcanzarían grandes velocidades (hasta 75 km/h) y consumos de baterías grandes, claro que, en estos casos, las baterías también suelen ser de gran almacenaje, usando para ello muchas baterías de 12 V alineadas.

En la actualidad se están desarrollando scooters eléctricos de movilidad de gran rendimiento y con tecnologías muy avanzadas, que harán que los tiempos de carga sean reducidos y las autonomías más largas.

## Ventajas

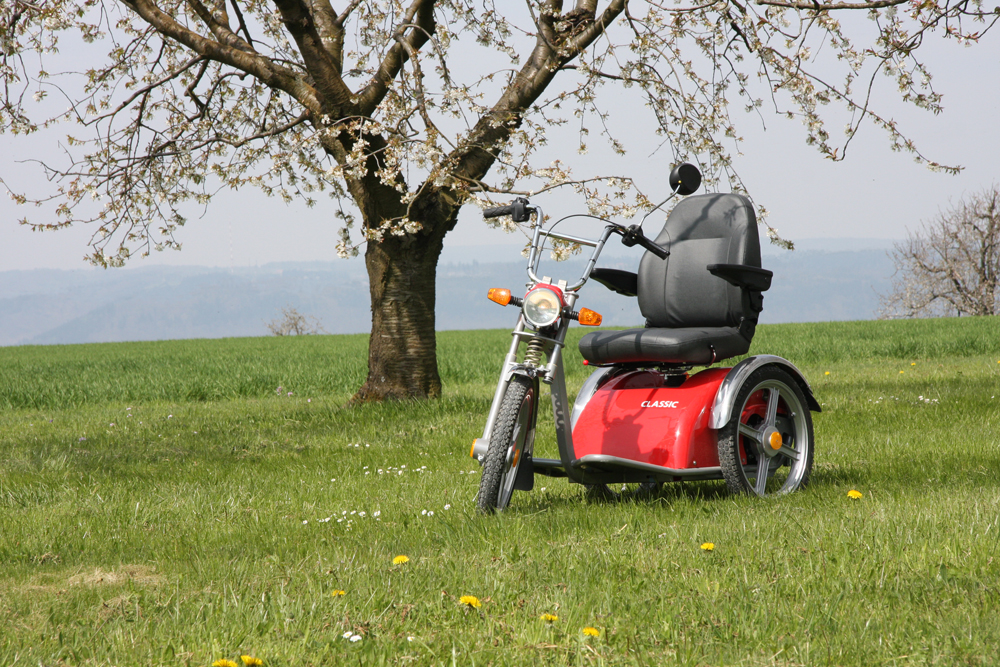
El Classic, vehículo eléctrico muy popular en Suiza, de uso principal para personas mayores.

Los pequeños scooters de movilidad eléctricos proporcionan importantes ventajas a las personas con problemas de movilidad en todo el mundo. Un scooter es útil para personas sin la fuerza o la flexibilidad necesaria en los brazos para usar una silla de ruedas manual. Además, el hecho de girar el asiento de un scooter eléctrico es generalmente más fácil que mover los soportes para los pies en la mayoría de las sillas de ruedas convencionales. Un scooter de movilidad es muy útil para personas con afecciones sistémicas o de incapacidad de todo el cuerpo (problemas coronarios o pulmonares, algunas formas de artritis, obesidad, etc.), o para las que aún pueden mantenerse de pie y caminar unos pocos pasos, sentarse en posición erguida con o sin apoyo para la espalda y controlar así el manillar de dirección.
Un argumento de venta importante de los scooters de movilidad para muchos usuarios es que no lo ven como una silla de ruedas, la discapacidad sigue siendo considerada por muchos como vergonzosa. Los scooters de movilidad son en general más asequibles que las sillas de ruedas eléctricas, lo que hace que se adquieran como una alternativa más económica. Recientemente, los fabricantes han modificado la apariencia de los scooters para atraer a los usuarios. Ahora hay scooters de movilidad que parecen pequeños autos de línea estilizada y otros que parecen una motocicleta.

## Limitaciones

Vehículo de movilidad típico

Mientras que un scooter de movilidad elimina gran parte de los problemas de fuerza manual de una silla de ruedas sin motor, su mecanismo de dirección todavía requiere una postura erguida, fuerza en hombros y manos, amén de cierta movilidad y fuerza en la parte superior del cuerpo. No suelen llevar el controlador montado en el reposabrazos, típico de los diseños de sillas de ruedas, aunque puede ser más adecuado para algunos usuarios. Los scooters también tienen menos opciones para el soporte del cuerpo, como apoyos para la cabeza o las piernas, y raramente están diseñados para facilitar la transferencia del paciente de un asiento a otro.
Otros inconvenientes incluyen una mayor longitud, lo que limita su radio de giro y la capacidad de utilizar algunos ascensores o tecnologías de acceso diseñadas para sillas de ruedas, como ascensores de autobús. La longitud más larga también suele dificultar el acceso a los botones del abre puertas o los pomos de las puertas. Algunos scooter de movilidad tienen poca distancia al suelo, lo que puede dificultar la circulación por ciertos obstáculos, como viajar en ciudades sin los recortes de acera adecuados. La circulación en espacios restringidos, ya sea en el hogar o en espacios públicos y edificios también puede presentar problemas.
Si bien los nuevos edificios públicos generalmente están diseñados con características de accesibilidad, la mayor longitud y el radio de giro más grande de los scooters suelen dificultar su uso. Este es un problema importante en los edificios más antiguos que pueden haber tenido que pasar ciertos compromisos en la adaptación de los dispositivos de accesibilidad. Por ejemplo, un ascensor o montacargas puede ser adecuado para una silla de ruedas, pero demasiado corto para un scooter de movilidad. Los pasillos pueden ser demasiado angostos para hacer un giro en ángulo recto, incluso la puerta o pared de "privacidad" de algunos lavabos puede llegar a restringir la entrada debido a que el scooter no pueda maniobrar en ellos.
Estas limitaciones pueden evitar que algunas personas con discapacidad utilicen scooters. Además, las limitaciones del scooter pueden variar según el modelo y el fabricante. Una limitación de una Automóvil no es necesariamente aplicable a todos. Las necesidades individuales pueden afectar la idoneidad de un modelo en particular. Los scooters de cuatro ruedas tienen un radio de giro más grande en general, que un scooter de tres ruedas, aunque de tres ruedas, por su parte, puede perder estabilidad al girar demasiado. A título general un comprador debe comprobar la longitud, el ancho, el radio de giro y la distancia al suelo para asegurarse de que el scooter pasará los obstáculos encontrados cotidianamente en el entorno por el que debe circular. En particular debe verificar que el scooter cabe en los espacios que se cierran, p.e.: las puertas y el ascensor que va a utilizar.